# ロバート・アトキンス
ロバート・コールマン・アトキンス（Robert Coleman Atkins, 1930年10月17日 - 2003年4月17日）は、アメリカ合衆国の医師、内科医、心臓病専門医。
肥満を治療するにあたり、炭水化物、デンプン、および糖分の摂取を極力控え、タンパク質と脂肪が豊富な食べ物を積極的に摂取する食事法を広めたことで知られている。アトキンスが奨めた食事法は、「アトキンス・ダイエット」(The Atkins Diet)と呼ばれている。
2002年、タイム誌は、アトキンスを「もっとも影響力ある10人」の1人に指名した。『アトキンス・ダイエット』は「アメリカ合衆国において最も普及した流行食」と言われるようになった。

## 生い立ち
1930年、オハイオ州コロンバス・フランクリン郡にて、ユージーン・アトキンスと、ノーマ・アトキンスの息子として生まれた。アトキンス一家はユダヤ人であった。ロバートが12歳の時、デイトンに移住する。同地ではロバートの父ユージーンが複数の飲食店を所有していた。ロバートは14歳の時に、靴を売ったり、地元のラジオ番組に出演してジャズを演奏するなどの仕事をしていた。デイトンにあるフェアビュー高校に通い、1947年に州全体で行われた奨学金試験で、8500人中2位の座に輝いた。
1951年、ミシガン大学を卒業。このころのアトキンスはコメディアンを目指しており、アディロンダックスにある複数の行楽地で、給仕の仕事をしたり、様々な芸を披露していた。だが、のちに医学に関心が移り、医療への道を志すようになる。
1955年、ワイル・コーネル医科大学の医学部を卒業し、医学の学位を取得する。ニューヨーク州ロチェスター市にあるストロング記念病院、その後コロンビア大学附属病院にて研修医として働いたのち、1959年、ニューヨーク・マンハッタンにあるアッパー・イースト・サイドにて、心臓病および補完代替医療の専門医として開業した。

## アトキンス・ダイエットができるまで
開業したての頃のアトキンスの仕事はあまりうまくいかず、さらには身体が太り始めたことで、アトキンスは意気消沈していた。ある時、アトキンスは、デラウェア州にある会社、デュポン社（DuPont）に所属していた、アルフレッド・W・ペニントン(Alfred W. Pennington)が研究し、従業員に提供していた食事法を発見した。
1940年代、ペニントンは、過体重か太り過ぎの従業員20人に、「ほぼ肉だけで構成された食事」を処方していた。彼らの1日の摂取カロリーは平均3000kcalであった。この食事を続けた結果、彼らは平均で週に2ポンド（約1㎏）の減量を見せた。この食事を処方された過体重の従業員には、「一食あたりの炭水化物の摂取量は20g以内」と定められ、これを超える量の炭水化物の摂取は許されなかった。デュポン社の産業医療部長、ジョージ・ゲアマン(George Gehrman)は、「食べる量を減らし、カロリーを計算し、もっと運動するようにと言ったが、全くうまくいかなかった」と述べた。ゲアマンは、自身の同僚であるペニントンに助けを求め、ペニントンはこの食事を処方したのであった。
アトキンスは、ペニントンが実践していたこの食事法からヒントを得て、患者を診療する際に「炭水化物が多いものを避けるか、その摂取量を可能な限り抑えたうえで、肉、魚、卵、食物繊維が豊富な緑色野菜を積極的に食べる」食事法を奨め、それと並行する形で本を書き始めた。1972年、『Dr. Atkins' Diet Revolution』（邦題:『アトキンス博士のローカーボ（低炭水化物）ダイエット』）を出版し、その数年後に補完代替医療センターを開設した。著書は1500万部の売り上げを記録した。
1986年、56歳のとき、自身の妻となる女性、ヴェロニカと結婚した。
1989年には、法人企業『アトキンス・ニュートリッショナルス』(Atkins Nutritionals)を設立した。
2002年、アトキンスは心臓発作を起こして倒れた。これについて、「高脂肪の食事が潜在的にどれほど危険であるかが証明された」という批判を数多く浴びた。しかし、アトキンスは複数の取材で、「私が心停止になったのは、以前から慢性的な感染症を患っていたからであって、脂肪の摂取量の増加とは何の関係も無い」と強く反論した。

## 死
2003年4月、ニューヨークに大雪が降り、地面は凍結した。4月8日、アトキンスは通勤のため、凍った路上を歩いている途中、足を滑らせて転倒して頭部を強打し、意識不明の重体に陥った。ワイル・コーネル・メディカル・センターに緊急搬送されたアトキンスは、集中治療室で脳から血栓を除去する手術を受けた。だが、アトキンスの意識は戻らず、昏睡状態が続き、4月17日、合併症を惹き起こして死亡した。
アトキンスの死から1年後、ニューヨークの検視官が公表した医療報告書には、「心臓発作、鬱血性心不全、高血圧症の病歴あり」と記述されていた。
妻ヴェロニカは、夫の遺体が検死に回されるのを許さなかった。ユダヤ人のしきたりにおいては、検死は禁止されているためである。

## 死後
アトキンスの著書が売れたことで、多くの企業が炭水化物の含有量が少ない食事を開発し、販売するようになった。だが、彼の死後、この食事法の人気は衰えを見せ始め、市場はアトキンスが提唱したやり方以外の炭水化物制限食に取って代わられるようになり、その安全性が疑問視されるようになった。
2005年、アトキンス・ニュートリッショナルスは会社更生手続きを申請した。その後、同社は2007年にノース・キャッスル・パートナーズ社(North Castle Partners)に買収され、2010年にはロアーク・キャピタル・グループ社(Roark Capital Group)に買収された。

## アトキンス以前の炭水化物制限食
炭水化物を避けるか、可能な限りその摂取を制限し、タンパク質と脂肪を重点的に摂取する食事法の創始者は、アトキンスが元祖というわけではない。デュポン社のアルフレッド・ペニントン以前に、ジャン・アンテルム・ブリア＝サヴァラン（ Jean Anthelme Brillat-Savarin, 1755～1826、ジャン＝フランソア・ダンセル(Jean-François Dancel)、ユストゥス・フォン・リービッヒ(Justus Liebig)、ウィリアム・バンティング(William Banting, 1796～1878)といった、歴史上の様々な人物が実践してきた方法である。彼らはいずれも、「肉のような栄養価の高い食べ物は、ヒトを太らせることはない」「ヒトを太らせるのは、小麦粉のような精製された炭水化物、とくに砂糖である」と確信していた。
フランスの法律家で美食家のジャン・アンテルム・ブリア＝サヴァラン(Jean Anthelme Brillat-Savarin)は、1825年出版の著書『Physiologie du goût』（『味覚の生理学』）にて、「思ったとおり、肉食動物は決して太ることはない（オオカミ、ジャッカル、猛禽類、カラス）。草食動物においては、動けなくなる年齢になるまで脂肪が増えることは無い。だが、ジャガイモ、穀物、小麦粉を食べ始めた途端、瞬く間に肥え太っていく。・・・肥満の主要な原因の2つ目は、ヒトが日々の主要な食べ物として消費している小麦粉やデンプン質が豊富なものだ。前述のとおり、デンプン質が豊富なものを常食している動物は、いずれも例外なく、強制的に脂肪が蓄積していく。ヒトもまた、この普遍的な法則から逃れられはしない」、「ヒトにおいても、動物においても、脂肪の蓄積はデンプン質と穀物によってのみ起こる、ということは証明済みである」、「デンプン質・小麦粉由来のすべての物を厳しく節制すれば、肥満を防げるだろう」 と述べ、「身体に脂肪が蓄積するのはデンプンや砂糖を食べるからだ」と断言している。ブリア＝サヴァランは、タンパク質が豊富なものを食べるよう勧めており、デンプン、穀物、小麦粉、砂糖を避けるよう力説している。
体重を減らせず、悩んでいたウィリアム・バンティングに対し、炭水化物の摂取を制限する食事法を奨めたのは、医師であり友人でもあったウィリアム・ハーヴィー(William Harvey)であった。ハーヴィーがこの食事法を学んだのは、フランスの医師、クロード・ベルナール(Claude Bernard, 1813-1878) がパリで行った糖尿病についての講演を聴いたのがきっかけであった。クロード・ベルナールの講演を聴く前までのハーヴィーは、「体重を減らすには、激しい身体活動に励めば良い」と考えており、バンティングに対してそうするよう伝えた。バンティングは「早朝に2時間、ボートを漕ぐ」ことにし、テムズ川でボートを漕ぎ続けた。彼の腕の筋力は強化されたが、それとともに猛烈な食欲が湧き、その食欲を満たさねばならなくなり、体重は減るどころかどんどん増えていった。ハーヴィーは友人に対し、「運動を止めなさい」と言った。「運動には体重を減らす効果は無い」と悟ったためである。ハーヴィーから炭水化物の摂取を制限する食事法を教わり、実践したバンティングは、最終的に50ポンド（約23㎏）の減量に成功している。『Letter on Corpulence, Addressed to the Public』（『市民に宛てた、肥満についての書簡』）を出版したのは減量後のことであった。
バンティング自身、『Letter on Corpulence, Addressed to the Public』の中で、「減量に対して何の効果も無い方法」の1つに、「食べる量を減らして運動量を増やす」を挙げている。イギリスの医師、トマス・ホークス・タナーも、 1869年に出版した著書『The Practice of Medicine』の中で、「肥満を治療するにあたっての『ばかげた』治療法の1つに、「食べる量を減らす」「毎日多くの時間を散歩と乗馬に費やす」を挙げている。のちにバンティングの名前から、「Bant」は「食事療法を行う、ダイエットをする」という意味の動詞として使われるようになり、スウェーデン語にもこの言葉が輸入されて使われるようになった。
サイエンス・ジャーナリスト、ゲアリー・タウブス(Gary Taubes)による著書『Good Calories, Bad Calories』（2007年）では、「A brief history of Banting」（「バンティングについての簡潔な物語」）と題した序章から始まり、バンティングについて論じている。炭水化物の摂取を制限する食事法についての議論の際には、しばしばバンティングの名前が挙がる。なお、バンティングは、この食事法が広まった功績は「（この食事法を教えてくれた）ハーヴィーにある」と主張した。
パキスタン生まれの医師、リチャード・マッカーネス(Richard Mackarness)は、1958年に出版した著書『Eat Fat and Grow Slim』（『脂肪を食べて細身になろう』）にて、「体重が増える原因は炭水化物の摂取にある」と明言し、「肉、魚、脂肪は食べたいだけ食べてよい」とし、穀物と砂糖を避けるよう主張した。マッカーネスは、ウィリアム・バンティングによる『市民に宛てた、肥満についての書簡』に触発されてこの著書を執筆した。
ルーマニア生まれの医師、ヘルマン・ターラー(Herman Taller)は、1961年に出版した著書『Calories Don't Count』（『カロリーは気にするな』）にて「カロリーが同じであれば、どの栄養素も体内で同じ作用を示す、などということはありえない」「炭水化物が少なく脂肪が多い食事は体重を減らす」「炭水化物は身体に問題を惹き起こす」「炭水化物の摂取に敏感な人の体内ではインスリンが分泌され、脂肪が生成される」と述べ、肥満を防ぐために炭水化物を避けるよう主張している。

### ケトジェニック・ダイエット
1920年代前半には、アメリカ合衆国ミネソタ州ロチェスター市にあるメイヨー・クリニック(Mayo Clinic)の医師、ラッセル・ワイルダー(Russell Wilder, 1885～1959)が『ケトン食』を開発し、肥満患者・糖尿病患者にこれを処方している。これは食事において、「摂取エネルギーの90％を脂肪から、6％をタンパク質から摂取する」（極度の高脂肪・極度の低糖質な食事）というもの。元々は癲癇を治療するための食事法であったが、「肥満や糖尿病に対しても有効な食事法になりうる」としてワイルダーは開発した。炭水化物とタンパク質の摂取は可能な限り抑え、大量の脂肪分を摂取することで、身体は脂肪を分解して作り出す「ケトン体」(Ketone Bodies)をエネルギー源にして生存できる体質となる。この食事法は『ケトジェニック・ダイエット』(The Ketogenic Diet)として知られるようになる。ワイルダーは1932年にアメリカ内科学会(The American College of Physicians)にて肥満についての講演を行い、その中で、「肥満患者は、ベッドの上で安静にしていることで、より早く体重を減らせる。一方で、激しい身体活動は減量の速度を低下させる」「運動を続ければ続けるほどより多くの脂肪が消費されるはずであり、減量もそれに比例するはずだ、という患者の理屈は一見正しいように見えるが、体重計が何の進歩も示していないのを見て、患者は落胆する」と述べ、「体重や体脂肪を減らす」という点において、運動は何の役にも立たない趣旨を明言していた。WHOの肥満予防研究本部長、ボイド・スウィンバーン(Boyd Swinburn)は「運動を重視していると、根本的な原因を突き止められず、肥満は防げそうにない」と語った。メイヨー・クリニック(Mayo Clinic)は批評を発表しており、それによれば「多くの研究結果で示されているように、『運動だけでは体重を減らせない』、あるいは『減ったとしてもごくわずか』であることは証明済みである」「運動で体重を減らせる可能性は極めて低い。食事を変更するほうが体重を減らせる」であった。
アトキンスも著書『Dr. Atkins' Diet Revolution』の中でケトン体について触れており、「炭水化物の摂取を極力抑え、脂肪の摂取量を増やすことで、身体はブドウ糖ではなく、脂肪をエネルギー源にして生存できる」という趣旨を述べ、体重を減らしたい人に向けて、炭水化物を避けるか、その摂取制限を奨めている。

## 著書
- Atkins, Robert C. Dr. Atkins' Diet Revolution Bantam, 1972（邦題：『アトキンス博士のローカーボ（低炭水化物）ダイエット』 ISBN 9784810426441）
- Atkins, Robert C. Dr. Atkins' Diet Cookbook Bantam, 1974
- Atkins, Robert C. Dr. Atkins' SuperEnergy Diet Bantam, 1978
- Atkins, Robert C. Dr. Atkins' SuperEnergy Diet Cookbook Signet, 1978
- Atkins, Robert C. Dr. Atkins' Nutrition Breakthrough Bantam, 1981
- Atkins, Robert C. Dr. Atkins' Health Revolution Houghton Mifflin, 1988
- Atkins, Robert C. Dr. Atkins' New Diet Revolution M. Evans and Company, 1992
- Atkins, Robert C, Gare, Fran Dr. Atkins' New Diet Cookbook M. Evans and Company, 1994 | Vermilion, 2003. ISBN 0-09-188946-4
- Atkins, Robert C. Dr. Atkins' New Carbohydrate Gram Counter. New York: M. Evans and Company, 1996. ISBN 0-87131-815-6
- Atkins, Robert C. Dr. Atkins' Quick & Easy New Diet Cookbook Simon and Schuster, 1997
- Atkins, Robert C. Dr. Atkins' Vita-Nutrient Solution: Nature's Answers to Drugs Simon and Schuster, 1997
- Atkins, Robert C. Dr. Atkins' Age-Defying Diet St. Martin's Press, 2001, 2002
- Atkins, Robert C. Dr. Atkins' New Diet Revolution M. Evans and Company, 2002
- Atkins, Robert C. Dr. Atkins' New Diet Revolution New York: Avon Books, 2002. ISBN 0-06-001203-X. | Vermilion, 2003. ISBN 0-09-188948-0
- Atkins, Robert C. Atkins for Life: The Next Level New York: St. Martin's Press, 2003. ISBN 1-4050-2110-1
- Atkins, Robert C. Dr. Atkins' Diet Planner M. Evans and Company, 2003 | Vermilion, 2003. ISBN 0-09-189877-3
- Atkins, Robert C. The Essential Atkins for Life Kit: The Next Level | Pan Macmillan, 2003. ISBN 0-330-43250-8

## 参考
1. ↑  Thalheimer J (2015). “Ketosis fad diet alert: skip low-carb diets; instead focus on nutrient-rich choices like whole grains, fruits and vegetables”. Environmental Nutrition 38 (9):  3.
2. ↑  Gudzune, KA; Doshi, RS; Mehta, AK; Chaudhry, ZW; Jacobs, DK; Vakil, RM; Lee, CJ; Bleich, SN et al. (April 7, 2015). “Efficacy of commercial weight-loss programs: an updated systematic review.”. Annals of Internal Medicine 162 (7):  501–12. doi:10.7326/M14-2238. PMC 4446719. PMID 25844997.
3. ↑  Harper A Poo; Astrup, A (2004). “Can we advise our obese patients to follow the Atkins diet?”. Obesity Reviews 5 (2):  93–94. doi:10.1111/j.1467-789X.2004.00137.x. PMID 15086862. "Despite the popularity and apparent success of the Atkins diet, documented scientific evidence in support of its use unfortunately lags behind."
4. ↑  Grossman, Lev (December 22, 2002). Time Specials – Persons of the Year 2002. New York: Time inc. 2012年7月3日閲覧。.
5. ↑  Longe, Jacqueline L. (2008). The Gale Encyclopedia of Diets: A Guide to Health and Nutrition. The Gale Group. p. 84. ISBN 978-1-4144-2991-5
6. ↑  Lisa Rogak (28 December 2004). Dr. Robert Atkins: The True Story of the Man Behind the War on Carbohydrates. Bristol, England: Chamberlain Bros. p. 28
7. 1 2 3 4 5  “Dr. Robert C. Atkins, Author of Controversial but Best-Selling Diet Books, Is Dead at 72”. The New York Times (2003年4月18日). 2009年3月25日時点のオリジナルよりアーカイブ。2022年11月11日閲覧。
8. ↑  Stewart, D.L. (2003年2月20日). “Thin Memories: Author of controversial diet has Dayton roots, but his heart's in NYC”. Dayton Daily News:  p. C1
9. ↑  Mariani, John F. (2013). “Atkins, Robert (1930-2003)”. The encyclopedia of American food and drink. ISBN 9781620401613
10. ↑  “Robert (Coleman) Atkins”. Contemporary Authors Online: Gale Biography In Context.   Detroit: Gale (2003年10月30日). 2017年11月30日閲覧。
11. 1 2 3 4 5 6 7  Gary Taubes『Why We Get Fat』
12. 1 2  Leith, William (2003年4月19日). “Robert Atkins: Diet guru who grew fat on the proceeds of the carbohydrate revolution”. The Guardian (London) 2009年10月29日閲覧。
13. ↑  “Dr Robert Atkins: Apostle of protein gluttony as a passport to health, wholesomeness and the perfect figure”. The Times (2003年4月18日). 2021年9月5日時点のオリジナルよりアーカイブ。2022年11月11日閲覧。
14. ↑  John Hockenberry (2004年2月25日). “Defending Dr. Atkins”. NBC News. 2013年9月30日時点のオリジナルよりアーカイブ。2022年11月11日閲覧。
15. ↑  “Atkins diet author home after cardiac arrest”. CNN (2002年4月25日). 2012年7月7日時点のオリジナルよりアーカイブ。2022年11月11日閲覧。
16. 1 2  KATY MCLAUGHLIN and RON WINSLOW (2004年2月10日). “Report Details Dr. Atkins's Health Problems”.  The Wall Street Journal. 2015年1月1日時点のオリジナルよりアーカイブ。2022年11月11日閲覧。
17. ↑  McCool, Grant (2003年4月18日). “Low-carb diet pioneer dies at 72”. The Guardian. 2016年11月20日時点のオリジナルよりアーカイブ。2022年11月11日閲覧。
18. 1 2  “Just What Killed the Diet Doctor, And What Keeps the Issue Alive?”. 2014年6月19日閲覧。
19. 1 2 3  "Atkins firm seeks financial help". BBC News. August 1, 2005.
20. ↑  Bills, Steve (2013年3月20日). “Atkins delivers $118 mln dividend to Roark Capital”. Reuters
21. 1 2 3  Brillat-Savarin, Jean Anthelme (1970). The Physiology of Taste. trans. Anne Drayton. Penguin Books. pp. 208–209. ISBN 978-0-14-044614-2
22. ↑  Strandberg, Timo. (2005). Roots of the Atkins diet. British Medical Journal 330 (7483): 132.
23. ↑  Bray, George A. (2011). A Guide to Obesity and the Metabolic Syndrome: Origins and Treatment. CRC Press. p. 31. ISBN 978-1-4398-1458-1
24. ↑  Groves, PhD, Barry (2002年). “WILLIAM BANTING: The Father of the Low-Carbohydrate Diet”.   Second Opinions. 2007年12月26日閲覧。
25. ↑  Chisholm, Hugh, ed. (1911). "Corpulence" . Encyclopædia Britannica (英語). Vol. 7 (11th ed.). Cambridge University Press. pp. 192–193.
26. ↑  Taubes, Gary (2007). Good Calories, Bad Calories: Challenging the Conventional Wisdom on Diet, Weight Control, and Disease. New York City: Alfred A. Knopf. ISBN 978-1-4000-4078-0
27. ↑  Astrup A, Meinert Larsen T, Harper A (2004). “Atkins and other low-carbohydrate diets: hoax or an effective tool for weight loss?”. Lancet 364 (9437):  897-9. doi:10.1016/S0140-6736(04)16986-9. PMID 15351198.
28. ↑  Bliss M (2005). “Resurrections in Toronto: the emergence of insulin”. Horm. Res. 64 Suppl 2 (2):  98-102. doi:10.1159/000087765. PMID 16286782.
29. ↑  Bray GA (2005). “Is there something special about low-carbohydrate diets?”. Ann. Intern. Med. 142 (6):  469-70. doi:10.7326/0003-4819-142-6-200503150-00013. PMID 15767625.
30. ↑  Focardi M, Dick GM, Picchi A, Zhang C, Chilian WM (2007). “Restoration of coronary endothelial function in obese Zucker rats by a low-carbohydrate diet”. Am. J. Physiol. Heart Circ. Physiol. 292 (5):  H2093-9. doi:10.1152/ajpheart.01202.2006. PMID 17220180.
31. ↑  Arora S, McFarlane SI (2004). “Review on "Atkins Diabetes Revolution: The Groundbreaking Approach to Preventing and Controlling Type 2 Diabetes" by Mary C. Vernon and Jacqueline A. Eberstein”. Nutr Metab (Lond) 1 (1):  14. doi:10.1186/1743-7075-1-14. PMC 535347. PMID 15535891.
32. ↑  Mackarness, Richard (1958). Eat Fat and Grow Slim. Harvill Press. ISBN 978-0006338086
33. ↑  Pomeroy, Ralph. (1977). First Things First: A Connoisseur's Companion to Breakfast. Paddington Press. p. 86
34. ↑  Robin Stieber (2003年9月21日). “Eat fat and grow slim”.  The Daily Telegraph. 2016年2月29日時点のオリジナルよりアーカイブ。2022年11月11日閲覧。
35. ↑  Taller, Herman (1961). Calories Don't Count. Simon and Schuster
36. 1 2  Helen Rumbelow (2009年10月19日). “Exercise? A fat lot of good that is for weight loss”.  The Times. 2021年9月14日時点のオリジナルよりアーカイブ。2022年10月13日閲覧。